# Berk Demir

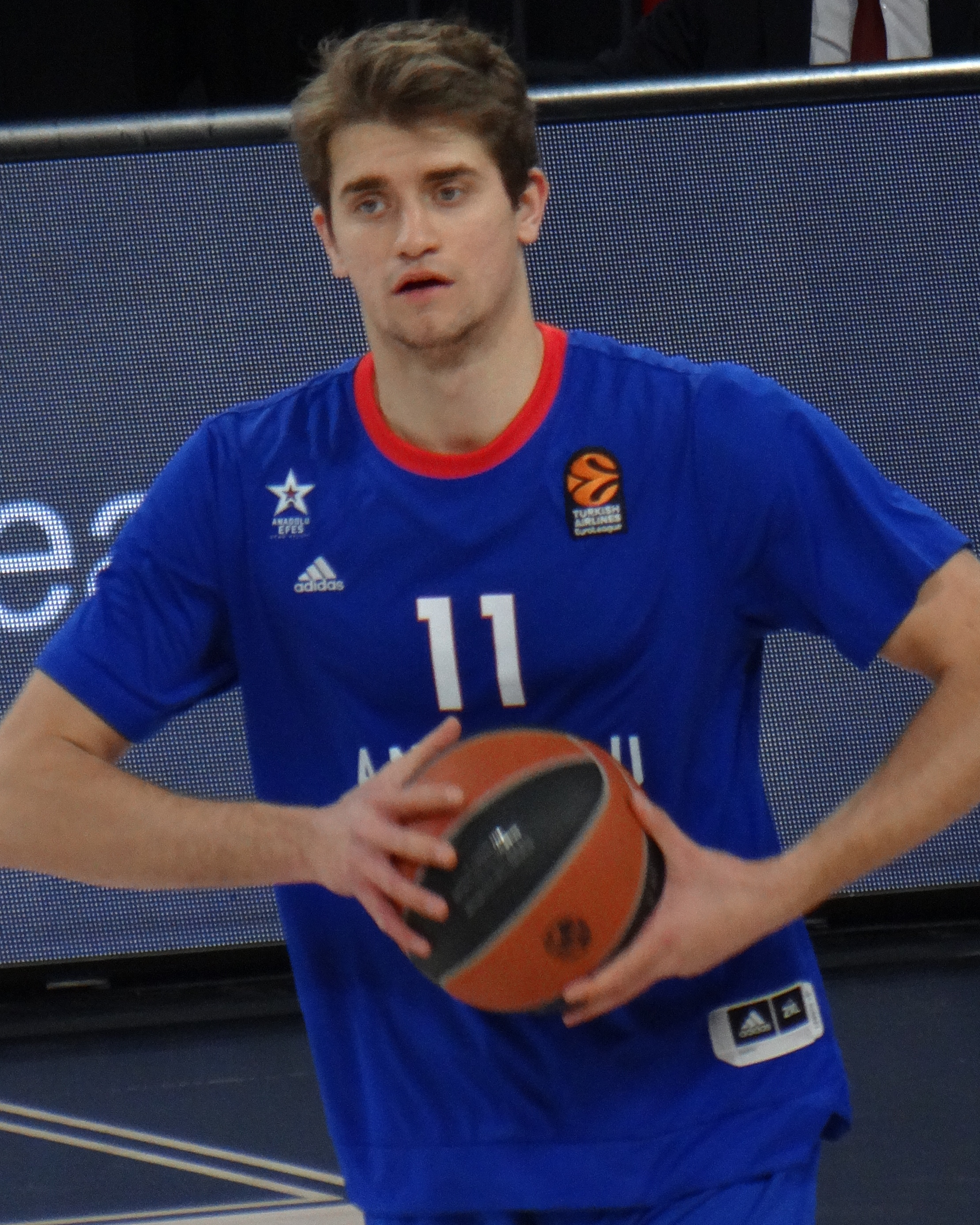
2018 Anadolu Efes

Berk Demir (Estambul, 18 de mayo de 1995) es un baloncestista turco que pertenece a la plantilla del Tofaş S.K. de la BSL tueca. Con 2,04 metros de estatura juega en la posición de ala-pívot.

## Trayectoria deportiva

### Profesional
Comenzó a jugar en las categorías inferiores del Anadolu Efes S.K., de donde pasó en 2011 al Pertevniyal Istanbul, equipo filial, de la Türkiye Basketbol 2. Ligi, la segunda división del baloncesto turco. Allí jugó cinco temporadas, promediando en la última de ellas 13,0 puntos y 7,5 rebotes por partido, lo que provocó que fuera reclamado para el primer equipo en el verano de 2016, firmando por tres temporadas.
En la temporada 2021-22, firma por el Türk Telekom Basketbol Kulubü de la Türkiye 1. Basketbol Ligi.
El 16 de julio de 2023 fichó por el Darüşşafaka Lassa de la Basketbol Süper Ligi (BSL) para una segunda etapa en el equipo.
El 3 de julio de 2024 fichó por el Tofaş, también de la Basketbol Süper Ligi turca.

### Selección nacional
Ha jugado con la selección de Turquía en sub-18 y sub-20, ganando el oro en el europeo sub-18 de 2013 y en el europeo sub-20 de 2014, competición en la que al año siguiente fue medalla de bronce.